# Жортайка
Жортайка (бел. Жартайка) — река в Белоруссии, левый приток Березины. Протекает в Борисовском районе Минской области.
Длина реки — 20 км. Площадь водосбора 86 км². Средний наклон водной поверхности 2,0 %.
Название реки по данным В. А. Жучкевича имеет балтское происхождение, наиболее вероятно происхождение от основы «zariuoti» со значением «блестеть, сверкать»
Река берёт начало в 3 км восточнее деревни Жортайка. Генеральное направление течения — запад, перед устьем поворачивает на юго-запад.
Протекает деревню Жортайка, ниже её течёт по ненаселённой, лесной, сильнозаболоченной местности. В низовье река течет через Березинский биосферный заповедник. Именованных притоков не имеет.
Впадает в Березину чуть выше места, где Березина втекает в озеро Палик.